# El Supergrup
El Supergrup és un grup de personatges, creat el 1979 per Francisco Pérez Navarro (Efepé) i Jan a la sèrie de Super Llopis, en forma de sàtira dels grups de superherois nord-americans, com ara els 4 Fantàstics, els Venjadors, X-Men o The Defenders (els Defensors), a la vegada que els altres membres del grup són una paròdia de un diversos personatges coneguts, sobretot de Marvel Comics.

## Components
En la seva creació, el grup comptava amb Superlópez, una paròdia de Superman (l'únic superheroi parodiat de DC Comics); el Capità Hispània (Capitán Hispania a l'original en castellà), una versió a l'espanyola del Capità Amèrica, que igual que aquest últim utilitza un escut però l'aspecte recorda també a altres referències castisses com El Guerrero del Antifaz; el Brètol (el Bruto), inspirat sens dubte en la Cosa, està fet amb maons desmuntables i va abillat amb un bolquer; a partir de la segona historieta inclosa al primer àlbum del grup "El Supergrupo" es veu com a l'esquena hi porta una clau de ganxo, on hi penja quadres; La Noia Increïble (la Chica Increíble), personatge que pel nom recorda Wonder Woman amb el seu uniforme de Fénix, mentre que la màscara i el pentinat recorda a Carol Danvers, en aquella época membre dels Venjadors en la seva identitat de Ms. Marvel; sol estar equipada amb tot tipus d'artefactes de perruqueria; Llaunes (Latas) és un androide amb el costum d'utilitzar les seves pròpies extremitats arrencades com a armes contundents, i que s'ha comparat a vegades a Iron Man, a Ultron i a la Vision; i El Mag (el Mago), una paròdia al seu torn del Doctor Strange.

## Trajectòria editorial
El Supergrup realitza la seva primera aparició el 1979, dibuixat per Jan i guionitzat per Francisco Pérez Navarro (o Efepé), amb la historieta "El Supergrupo", publicada a la revista Mortadelo Especial nº64, d'Editorial Bruguera, com a part de la sèrie Superlópez, que fins aquell moment publicava historietes autoconclusives. Segons explica Efepé, l'editorial era aliena al fet que s'anés a publicar en àlbums amb temàtiques diferents, per ells eren històries complertes de vuit pàgines.
Al principi les historietes del Supergrup només anaven a compondre un àlbum però es van allargar fins a dos, El Supergrupo i ¡Todos contra uno, uno contra todos!. A la història, es presenta a un grup amb contínues lluites internes, amb els seus membres preocupats freqüentment més per decidir qui és el cap que per qualsevol altre problema, i Super Llopis acaba per deslligar-se i establir-se per separat. Jan prendria a partir de llavors un rumb en solitari amb el personatge. Els drets del Supergrup els reté Francisco Pérez Navarro (els registraria en la dècada de 1990) i, el 1987 -després de la fallida de Bruguera-, els de Super Llopis passen a Ediciones B, la qual comença a reeditar les aventures del personatge, incloent els dos àlbums del Supergrup.
El concepte de crear noves aventures per a El Supergrupo va quedar però aparcat durant anys, fins que, el 2009, unes mostres de presentació basades en els personatges i realitzades per Sergi San Juliàn van cridar l'atenció en la editorial Glénat. Hernán Migoya, editor adjunt, es va posar en contacte amb Efepé, qui ja des de feia anys considerava la possibilitat de tornar a editar aventures del Supergrup. Es va començar a establir una col·laboració, amb un estil de dibuix molt proper al creat per Jan, però el dibuixant va haver de retirar-se inesperadament del projecte i aquest va tornar a quedar aturat.
Pérez Navarro va seguir intentant llançar de nou el projecte, i va comentar en un saló del còmic a Nacho Fernández sobre la possibilitat de col·laborar junts. Aquest, que ja tenia fets alguns esbossos de mostra, es va mostrar interessat, i tots dos van començar a treballar junts en la idea. Sota la col·laboració de l'editorial Glénat -reanomenada com a EDT- i amb un estil diferent i personal aportat per Nacho, es va publicar finalment al desembre de 2012 l'àlbum El súperretorno. Efepé va comentar sobre el singular grup en la seva nova marxa: «Són uns patates, ells ho saben i nosaltres ho sabem. Vaig a explicar com s'ho fan sense Superlópez, que era el personatge per al qual es van crear, com a companys. A veure què els passa».
Alhora, com a celebració del 40 aniversari de Superlópez en 2013, Ediciones B va preparar un àlbum especial on aquest personatge i El Supergrupo tornarien a trobar-se. Des d'un principi es va posar èmfasi en el fet que tots dos àlbums havien de sortir en dates distanciades, per no destorbar-se en vendes mútuament, i es va decidir com a data de llançament abril de 2013, al Saló del Còmic de Barcelona.

## Títols
| Any  | Títol                                  | Guió  | Dibuix          | Tipus           | Publicació                                      | Notes     |
| ---- | -------------------------------------- | ----- | --------------- | --------------- | ----------------------------------------------- | --------- |
| 1979 | El supergrupo                          | Efepé | Jan             | Sèrie de Còmics | Mortadelo Especial 64, 66, 68, 70-73 (Bruguera) |           |
| 1979 | ¡Todos contra uno, uno contra todos!   | Efepé | Jan             | Sèrie de Còmics | Mortadelo Especial 74-81 (Bruguera)             |           |
| 1984 | Super Llopis. El Supergrup             | Efepé | Jan             | Album           | Mestres de l'Humor                              | En Català |
| 2012 | El superretorno                        | Efepé | Nacho Fernández | Álbum           | EDT                                             |           |
| 2013 | Otra vez el supergrupo                 | Efepé | Jan             | Álbum           | Magos del Humor 156 (Ediciones B)               |           |
| 2014 | El supergrupo y la guerra de las latas | Efepé | Jan             | Álbum           | Magos del Humor 163 (Ediciones B)               |           |
| 2015 | El supergrupo contra los Demoledores   | Efepé | Jan             | Álbum           | Magos del Humor 169 (Ediciones B)               |           |
| 2015 | El supergrupo contra los Ejecutivos    | Efepé | Jan             | Álbum           | Magos del Humor 175 (Ediciones B)               |           |
| 2017 | El Supergrupo contra el Papa Cósmico   | Efepé | Jan             | Álbum           | Magos del Humor 183 (Ediciones B)               |           |

## Traduccions
Les dues primeres històries es van publicar parcialment en català a la col·lecció Mestre de l'Humor als àlbums nº14 "El Supergrup" i 30 "El Supergrup en acció". El format tenia menys pàgines que els àlbums de la Col·lecció Olé on s'havien recopilat; per solucionar-ho el primer àlbum omitia dues historietes de la recopilació en castellà "Las Vacaciones del Supergrupo" i "¡El Supergrupo En Acción!" (les dues que va escriure Jan) que es van incloure al segon, que va deixar la història inacabada amb la intenció de publicar un altre àlbum.
Les dues històries es van publicar a Alemanya a la col·lecció Super-Meier